# نییردرژ
نییردِرژ (به مجاری:  Nyírderzs) یک منطقهٔ مسکونی در مجارستان است که در سابولچ-ساتمار-برگ واقع شده‌است. نییردرژ ۱۷٫۰۱ کیلومتر مربع مساحت و ۶۵۵ نفر جمعیت دارد.